# Ixora brachypoda
Ixora brachypoda är en måreväxtart som beskrevs av Dc.. Ixora brachypoda ingår i släktet Ixora och familjen måreväxter. Inga underarter finns listade i Catalogue of Life.